# Brahmagupta
Brahmagupta (ब्रह्मगुप्त) (Multân, 598–670) est un mathématicien et astronome indien.
Brahmagupta est l'un des plus importants mathématiciens tant de l'Inde que de son époque. On lui connait deux ouvrages majeurs : le Brāhmasphuṭasiddhānta (ब्राह्मस्फुटसिद्धान्त) en 628 et le Khandakhâdyaka en 665.
Il dirige l'observatoire astronomique d'Ujjain, ville qui est au VIIe siècle un centre majeur de recherches en mathématique. C'est dans son premier ouvrage le Brahmasphutasiddhanta, qu'il définit le zéro comme résultat de la soustraction d'un nombre par lui-même, qu'il décrit les résultats d'opérations avec ce nouveau nombre, mais se « trompe » en donnant comme résultat zéro à 0/0. En revanche, il donne des règles correctes sur les signes lors d'opérations entre entiers relatifs (profits et pertes). Il donne aussi dans cet ouvrage la solution de l'équation générale de degré 2.
Brahmagupta fut le premier mathématicien à utiliser l'algèbre pour résoudre des problèmes astronomiques. Il proposa comme durée de l'année tropique : 365 jours, 6 heures, 5 minutes, et 19 secondes, lors d'une première estimation. Dans son deuxième livre le Khandakhâdyaka, il propose 365 jours, 6 heures, 12 minutes et 36 secondes. La vraie longueur des années est d'un peu moins de 365 jours et 6 heures. Omar Khayyam parviendra trois siècles plus tard à calculer une valeur d'une telle précision que son changement se mesure dans l'espace de quelques vies humaines (la Terre ralentit très lentement, mais irréversiblement, en raison des frottements des marées). 

## Biographie
Brahmagupta est né vers 598 à Bhillamala (Bhinmal (en)), au Rajasthan, dans le nord-ouest de l'Inde. À cette époque, Bhillamala est la capitale du Gujarat et le siège du pouvoir des Gurjars. Son père s'appelle Jishnugupta et est marchand ou agriculteur,. Il reçoit une éducation hindouiste orthodoxe vers 610-620, s'initie aux textes scientifiques grecs ainsi qu'aux écrits d'Aryabhata et Varahamihira vers 620-627. Ses traités sont imprégnés de ces différentes sources, mais les modifient et corrigent leurs erreurs. Il adhère à l'école astronomique Brahmapaksa,.
Il a probablement vécu la plus grande partie de sa vie à Bhillamala durant le règne (et peut-être mécénat) du Roi Vyaghramukha. De ce fait, Brahmagupta est souvent appelé Bhillamalacharya, c'est-à-dire le professeur de Bhillamala. Il a dirigé l’observatoire astronomique d'Ujjain, ville sainte du Madhya Pradesh, où il écrit deux textes sur les mathématiques et l'astronomie : Brahmasphutasiddhanta en 628 et Khandakhadyaka en 665.
Bien que Brahmagupta ait été familier des travaux des astronomes suivant la tradition d'Aryabhata, on ne sait pas s'il était familier de l’œuvre de son contemporain Bhāskara I. Brahmagupta a grandement critiqué les œuvres des astronomes rivaux et son Brahmasphutasiddhanta est considéré comme un des plus anciens schismes des mathématiciens indiens. Cette division a pour cause, au début, l'application des mathématiques au monde physique plutôt que les mathématiques elles-mêmes. Dans le cas de Brahmagupta, les désaccords découlaient en grande partie du choix des paramètres astronomiques et des théories. La critique des théories rivales apparaît dans les deux premiers chapitres astronomiques et le onzième chapitre est entièrement consacré à la critique de ces théories bien qu’aucune critique n'apparaisse dans les chapitres douze et dix-huit.
Brahmagupta est un hindou dévot et ses croyances religieuses, à commencer par le système yuga d'estimation des âges de l'Humanité, imprègnent profondément son travail. Un yuga ("ère" en sanskrit) est un âge ou un temps faisant partie d'un cycle plus important de quatre ères : Satyayuga, Tretayuga, Dvaparayuga et Kaliyuga. Selon la cosmologie hindoue, le monde existe pendant une période de 4 320 000 années solaires (« grande ère » ou Mayayuga) puis se dissout à nouveau. Brahmagupta critique sévèrement les conceptions cosmologiques jaïnistes et les autres hétérodoxies comme celle d'Aryabhata pour qui la Terre est une sphère en rotation. Cette idée est aussi défendue par Bhaskara I, contemporain et rival de Brahmagupta.

## Œuvres
En 628, à l'âge de trente ans, Brahmagupta achève son œuvre maîtresse, le Brahmasphutasiddhanta (Traité correct de Brahma). Ce sont des commentaires de savants indiens ultérieurs qui permettent de dater l'ouvrage, ainsi que des événements astronomiques auxquels il fait référence. Comme ses précurseurs Aryabhata et Varahamihira, il rédige ses textes mathématiques sous forme versifiée, un peu à la manière des casse-tête qui étaient une forme de divertissement très courant. Il dit lui-même qu'il ne propose ses problèmes mathématiques que parce qu'ils lui procurent du plaisir.
Il rédige son deuxième grand traité d'astronomie mathématique à la fin de sa vie, à l'âge de soixante-sept ans, en 665. Ce second traité compte huit chapitres et est connu sous le nom de Khandakhadyaka (littéralement « confiseries » ou « douceurs »). Ce titre étrange tient peut-être au fait qu'il s'agit en partie d'une version visant à rendre plus douce la pratique de l'Aryabhatiya.

## Mathématiques

### Algèbre
Brahmagupta a donné la solution générale des équations linéaires dans le chapitre dix-huit du Brahmasphutasiddhanta,

« (texte traduit)La différence entre les rupas, lorsqu'elle est inversée et divisée par la différence des inconnues, est l'inconnue de l'équation. Les rupas sont [soustrayés du côté] en dessous de ceux à partir desquels le carré et l’inconnu doivent être soustraits. »

Cette solution de {\displaystyle bx+c=dx+e} est équivalente à {\displaystyle x={\tfrac {e-c}{b-d}}}, où les rupas représentent les constantes c et e. Il donne ensuite deux solutions équivalentes de l'équation générale du second degré {\displaystyle ax^{2}+bx=c} :

« 18.44. Diminuez par le milieu [nombre] la racine carrée des  rupas  multipliée par quatre fois le carré et augmentée par le carré du milieu [nombre]; divisez le reste par deux fois le carré. [Le résultat est] le [numéro] du milieu.
18.45. Quelle que soit la racine carrée des  rupas  multipliée par le carré [et] augmentée par le carré de la moitié de l'inconnu, diminuez celle de moitié par l'inconnu [et] divisez [le reste] par son carré. [Le résultat est] l'inconnu . »

Ce qui est respectivement équivalent à
{\displaystyle x={\frac {{\sqrt {4ac+b^{2}}}-b}{2a}}}
et à
{\displaystyle x={\frac {{\sqrt {ac+{\tfrac {b^{2}}{4}}}}-{\tfrac {b}{2}}}{a}}.}
Il continue ensuite en résolvant les équations indéterminées (en) indiquant que la variable désirée doit d'abord être isolée puis que l'équation doit être divisée par le coefficient de la variable désirée. En particulier, il a recommandé d'utiliser « le broyeur » pour résoudre des équations à plusieurs inconnues.

« 18.51. Subtract the colors different from the first color. [The remainder] divided by the first [color's coefficient] is the measure of the first. [Terms] two by two [are] considered [when reduced to] similar divisors, [and so on] repeatedly. If there are many [colors], the pulverizer [is to be used]. »

Comme l'algèbre de Diophante, l'algèbre de Brahmagupta est syncopée. L'addition est indiquée en plaçant les nombres les uns à côté des autres, la soustraction en plaçant un point sur le diminuteur et une division en plaçant le diviseur en dessous du dividende. La multiplication et les quantités inconnues sont représentées par des abréviations des termes appropriés. L'étendue de l'influence grecque sur sa syncope, s'il y en a une, est inconnue et il est possible que les syncopes grecque et indienne dérivent d'une source babylonienne commune.

### Géométrie

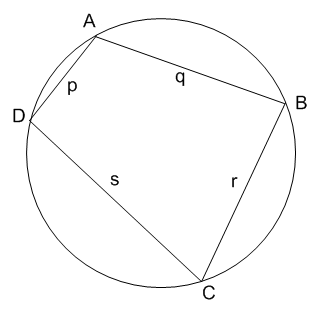
Un quadrilatère cyclique est un quadrilatère qui admet un cercle qui passe par ses quatre sommets.

Brahmagupta a également contribué au domaine de la géométrie avec sa formule (généralisation de la formule d'Heron) permettant de calculer l'aire S de n'importe quel quadrilatère cyclique en connaissant les longueurs de ses côtés qu'on note p, q, r et s : {\displaystyle S={\sqrt {(K-p)(K-q)(K-r)(K-s)}}}
où K est le demi-périmètre:
{\displaystyle K={\frac {q+p+r+s}{2}}}

### Astronomie
Brahmagupta adhère à la plus ancienne école, Brahmapaksa, qui prétend être une révélation du dieu Brahma. Le texte fondateur de cette paksa est le Paitamahasiddhanta dont des fragments sont parvenus jusqu'à nous à l'intérieur d'une autre compilation importante, la Visnudharmottarapurana. Le principal traité de cette paksa après le siddhanta fondateur est le Brahmasphutasiddhanta de Brahmagupta. Les membres de cette école étaient nombreux dans l'ouest et le nord-ouest du sous-continent.

#### L'astronomie dans leBrahmasphutasiddhanta
Brahmagupta critique sévèrement Aryabhata, car il estime qu'il s'est écarté des traditions des textes sacrés, les smirti, qui étaient suivis par la Brahmapaksa originelle. La critique des travaux de ses rivaux — qui peut être virulente — transparaît par endroits dans les dix premiers chapitres astronomiques du Brahmasphutasiddhanta, mais le chapitre 11, intitulé Tantrapariksadhyaya, lui est entièrement consacré. Grâce à ses compétences mathématiques, Brahmagupta a mis au point des méthodes ingénieuses de calcul astronomique et c'est grâce à elles qu'il a amélioré le calcul des longitudes des planètes.
Une partie du Brahmasphutasiddhanta est consacrée au calcul des éclipses de la Lune et du Soleil, car, comme il le dit lui-même : « Les astronomes recherchent la connaissance du temps avant tout dans le but de comprendre les sizigas », c'est-à-dire les situations dans lesquelles trois objets célestes ou plus sont alignés, comme lors des éclipses.

#### LeKhandakhadyakade Brahmagupta
Le second ouvrage de Brahmagupta, le Khandakhadyaka, est rédigé en l'an 587 de lère Saka. Ce manuel nous est parvenu dans son intégralité. Brahmagupta n'est pas qu'un théoricien. Ses calculs sont basés sur des observations à l'aide de dispositifs. Pour lui, ces observations doivent permettre de faire des corrections. Le Khandakhadyaka contient non seulement des propositions théoriques pertinentes, comme la formule d'interpolation pour les sinus, mais est remarquable par l'importance accordée aux observations directes.

## Postérité

### L'héritage en Inde
Mahavira et Bhaskara II prolongent l'œuvre de Brahmagupta, en l'assimilant et en la développant. Mahavira (vers 850) est considéré comme le mathématicien indien le plus important du IXe siècle. Il se consacre exclusivement aux mathématiques et ne s'occupe pas d'astronomie. Il appartient à l'école mathématique de Mysore, dans le sud de l'Inde. Il connaît les mathématiques jaïnistes, qu'il cultive et amplifie dans son Ganitasarasangraha, le premier traité mathématique non astronomique, écrit en sanskrit, qui nous est intégralement parvenu.
Bhaskara II, mathématicien et astronome, dirige l'observatoire d'Ujjain et rédige son traité Bijaganita, qui contient la première tentative de résolution de la division par zéro, et précise qu'il s'agit d'une quantité infinie. Il est célèbre en tant qu'auteur de trois traités : Lilavati, Bijaganita et Siddhantasiromani.

### Transmission au Moyen-Orient et en Chine
Ce sont les voyageurs et les contacts commerciaux qui sont responsables de la diffusion des connaissances mathématiques indiennes en Asie. Les rares sources sur l'astronomie et l'astrologie iraniennes préislamiques montrent que ces disciplines ont été fortement influencées par des traités écrits en sanskrit. D'autre part, le très érudit évêque syrien Sévère Sebôkht (575-667) joue un rôle important dans l'assimilation de concepts mathématiques indiens. En 662, il mentionne leurs différentes méthodes de calcul : « Je ne parlerai pas de la science des Hindous, un peuple distinct des Syriens, ni de leurs subtiles découvertes en astronomie [...], ni de leurs inestimables méthodes de calcul, ni de leurs calculs, qui dépassent toute description ».
En ce qui concerne la Chine, trois importantes familles d'astronomes indiens s'y sont établies au cours de la dynastie Tang. Gautama Siddha appartient à l'un de ces lignages. Il a même dirigé le bureau astronomique de Chang'an, capitale de la dynastie. Il a donné les symboles pour les nombres de un à neuf, ainsi que le zéro. Il a introduit la division du cercle en 360 degrés (le système chinois en comptait 365, voire plus), tout comme la détermination de la parallaxe pour le calcul des éclipses solaires. Il a donné aussi les algorithmes pour élaborer le calendrier et prédire les éclipses lunaires et solaires.

### Transmission au monde islamique
La Relation de la Chine et de l'Inde par un marchand arabe ou iranien de Siraf, qui s'est rendu en Chine au ixe siècle, témoigne vers 850 que « Les Chinois [...] ont des notions d'astronomie, mais dans ce domaine ils sont surpassés par les Indiens ». L'historien al-Biruni (973-1048) dans son livre Kitab Tariq al-Hind (Histoire de l'Inde) affirme que le calife Abbasside al-Ma'mun a une ambassade en Inde et fait venir à Bagdad un livre dont le titre en arabe a été traduit par Sindhind. Il est en général reconnu que Sindhind est le Brahmasphutasiddhanta de Brahmagupta. Dans son Tarikh al-Hukama (Histoire des érudits), qui, bien que datant du XIIe siècle, cite des sources bien plus anciennes, l'historien Ibn al Qifti (1172-1248) écrit : « ...une personne venue d'Inde se présente devant le calife al-Mansur, il est expert dans la méthode de calcul siddhanta du mouvement des objets célestes, et peut résoudre des équations avec les demi-cordes [les sinus] calculées en demi-degrés ... ». Al-Mansur ordonne que ce traité soit traduit en arabe. L'historien Georges Ifrah pense que le traité en question doit être le Brahmasphutasiddhanta de Brahmagupta. Kanaka, un astronome indien, fait partie de la tradition bibliographique arabe sous le nom de Kanak al-Hindi. On dit qu'il fait partie de l'ambassade envoyée de Sind à Bagdad pour préparer le Zij al-Sindhind (la traduction du Brahmasphutasiddhanta).

### L'arrivée des chiffres indo-arabes en Europe
La graphie des chiffres modernes et le système décimal positionnel sont nés en Inde. Leur origine remonte aux chiffres brahmi, apparus entre les IIIe et IVe siècles. Au cours d'un périple de plusieurs siècles, les chiffres sont passés, en évoluant, par les territoires musulmans et atteignent le Moyen-Orient et la Méditerranée, puis finissent par arriver en Afrique du Nord, puis en Al-Andalus. Au XIe siècle et XIIe siècle, ces chiffres sont aussi présentés en Europe chrétienne à plusieurs reprises. Le marchand et mathématicien italien Léonard de Pise (Fibonacci), écrit en 1202 dans son traité Liber abaci : « À Bougie, je fus introduit à l'art des neuf symboles des Indiens [...]Très rapidement, la connaissance de cet art me passionna et je finis par le maîtriser ». Ils ne se généraliseront en Europe qu'au XVe siècle avec l'usage de l'imprimerie.